# Stadion Vasil Levski (metropolitana di Sofia)
Stadion Vasil Levski è una stazione delle linee M1 e M4 della metropolitana di Sofia.
La stazione venne inaugurata l'8 maggio 2009 in sotterranea, in prossimità dello stadio nazionale Vasil Levski e tra Boulevard Dragan Tsankov e Boulevard Hristo Georgiev e Evlogi.

## Interscambi
Nelle vicinanze della stazione effettuano fermata alcune linee urbane di superficie, tranviarie ed automobilistiche.
- Fermata tram (linea 2, 9, 10, 12 e 18)
- Fermata autobus linea 72, 76, 204 e 604